# Мелітена (фема)
Фема Мелітена (грец. θέμα Λυκανδός) — військово-адміністративна одиниця Візантійської імперії (фема), яка розташовувалась у південно-східній частині Малої Азії (сучасна Туреччина). Назва походить від стародавнього міста Мелітена. Утворено 934 року. Остаточно припинила існування у 1096 році внаслідок захоплення Румським султанатом.

## Історія
З часів пізньої Римської імперії місто-фортеця Мелітена мала стратегічне значення для оборони східних областей Малої Азії. Тут розташовувалися війська перед походом проти Персії. При вторгненні останньої слугувала захистом. У 638 році захоплено арабами, згодом стало столицею емірату Малатья. Араби використовували місто для вторгнення до візантійських володінь. Особливо запеклі війни починаються з середини IX ст. Вони тривали майже 100 років. Зрештою 934 року Іоанн Куркуас захоплює Малатью, який повертають попередню назву Мелітена. Того ж року утворюється відповідна фема.
Фема Мелітена протягом наступних 50 років стає базою для наступу візантійців на мусульманські володіння у Сирії та Північній Месопотамії. Лише на початку XI ст. втрачає статус прикордонної провінції. Водночас зникнення арабської загрози з кінця 960-х років сприяло економічному розвитку феми, насамперед скотарства і ремісництва. На початку XI ст. до складу феми Мелітена увійшли феми Самосата і Тефріка.
З кінця 1050-х років межі феми Мелітена стали зазнавати нападів сельджуків. Уперше місто було атаковане й захоплене у 1058 році. Втім, протягом 1060-х років візантійці зуміли відтіснити супротивника. Проте після поразки у битві біля Мацикерту 1071 року та подальшої боротьби за імператорський трон, фема увійшла до складу держави Філарета Варажнуні, що номінально визнавало зверхність Візантії. Втім, до 1086 року Мелітену було завойовано сельджуками.
У 1091 році внаслідок Першого хрестового походу візантійцям вдалося відвоювати та відновити фему. Тут фактично керували представники вірменської знаті з Кілікії. 1096 році передано під управління князівства Антіохійського. 1001 року захоплено військами данішмендидів.

## Адміністрація
Охоплювала невеличку область навколо міста Мелітена. На чолі стояв стратег, що отримував щорічну зарплатню у 12 лібрів золота. До середині XI ст. посада стратега Мелітени часто поєднувалася з посадою стратега Ліканду. Наприкінці XI ст. стратеги мали також ранг куропалата.

## Відомі стратеги
- Лев Торнік (1040—1043)
- Лев Лаброс (1043—1050)
- Катакалон Кекавмен (1050—1055)
- Василь Махатарій (1055—1065)
- Філарет Варажнуні (1065—1071)
- Гаврило (1092—1096)